# کاساس د رینا
کاساس د رینا (به اسپانیایی: Casas de Reina) یک شهرستان در اسپانیا است که در استان باداخس واقع شده‌است.